# معصومه عصمتی وردک
معصومه عصمتی وردک نویسنده و سیاستمدار زن اهل افغانستان است.

## زندگی‌نامه
خانم عصمتی وردک در سال ۱۹۳۰ در شهر کابل به دنیا آمد. وی در سال ۱۹۵۳ از کالج بانوان کابل فارغ‌التحصیل شد.
وی در زمان ریاست جمهوری محمدنجیب‌الله به عنوان وزیر آموزش و پرورش افغانستان انتخاب شد.